# Dai tsunahiki no koi
Pour plus de détails, voir Fiche technique et Distribution.
Dai tsunahiki no koi (大綱引の恋), est un film japonais réalisé par Kiyoshi Sasabe et sorti en 2020.

## Synopsis
Takeshi Arima, un homme discret et réservé de 35 ans, est revenu vivre dans sa ville natale de Satsumasendai, ville du sud du Japon de la préfecture de Kagoshima, après un échec professionnel à Tokyo pour travailler dans l'entreprise de construction familiale. Son père, Hiroshi, qui lui reproche son éloignement passé et son manque d'ambition, ne le voit pas comme lui-même l'a fait par le passé, tenir le rôle de premier tambourineur lors du Sendai Ōtsunahiki, le festival de tir à la corde qui mobilise chaque année des milliers de participants et toute la communauté.
Le climat familial se complexifie lorsque le jour de ses 60 ans, la mère Fumiko fait une annonce surprise, elle prend sa retraite aussi bien de son travail de responsable dans l'entreprise Arima Construction mais aussi des tâches ménagères à la maison que vont devoir désormais se répartir Hiroshi, Takeshi et Akko, bouleversant les équilibres.
Takeshi retrouve Tenko, amie d'enfance militaire et secrètement amoureuse de lui, mais tombe amoureux d'une interne coréenne, Yo Jihyeun, qui exerce dans une clinique sur l'île Shimokoshiki. Tous deux ont sympatisé lors d'une visite guidée d'un groupe de touristes coréens pour lesquels ils sont tous les deux traducteurs. Leur amour naissant est mis à l'épreuve par les traditions familiales et culturelles.
Alors que le festival approche, Takeshi espère être désigné tambourineur principal de l'équipe du Nord, mais la place est attribuée à son collègue Ruiji Yoshidome. Blessé peu avant l'événement dans une chute, ce dernier est remplacé in extremis par Takeshi. Ce moment coïncide avec la révélation du cancer de sa mère, qui doit être hospitalisée et manquera le festival.
Malgré les tensions, les doutes et les rivalités, Takeshi mène son équipe à la victoire. Le festival devient un moment de réconciliation. Après la célébration, il raccompagne Yo Jihyeun à la gare. Elle retourne en Corée après sa période de formation, mais il lui promet de la retrouver et de poursuivre leur histoire.

## Fiche technique
- Titre original : Dai tsunahiki no koi (大綱引の恋?)
- Réalisation : Kiyoshi Sasabe
- Scénario : Takashi Shinohara
- Photographie : Shin Hayasaka (ja)
- Musique : Harumi Fūki
- Décors : Takaichi Wakamatsu et Shūji Yamashita
- Producteur : Seishirō Nishida (ja)
- Sociétés de production : Paddy House
- Pays de production :  Japon
- Langue originale : japonais, coréen
- Format : couleur — 2,35:1
- Genres : drame
- Durée : 108 minutes[2]
- Dates de sortie :
  - Japon :  31 octobre 2020 (avant-première à Kagoshima)[2] - 7 mai 2021 (sortie nationale)[2]

## Distribution
- Takahiro Miura (ja) : Takeshi Arima
- Manami Higa (ja) : Atsuko (surnommée Akko) Arima, la sœur de Takeshi
- Seishirō Nishida (ja) : Hiroshi Arima, leur père
- Mako Ishino : Fumiko Arima, leur mère
- Kang Ji-young : Yo Jihyeun
- Takeshi Masu (ja) : Yoshiaki Nakazono
- Mayumi Asaka (ja) : Sachie Nakazono, sa femme
- Wakana Matsumoto (ja) : Noriko (surnommée Tenko) Nakazono, leur fille et amie d'enfance de Takechi
- Yūichi Nakamura (ja) : Gentarō Fukumoto
- Norihito Kaneko (ja) : Ruiji Yoshidome, un employé d'Arima Construction
- Megumi Abe (ja) : Yumi Yoshidome, sa femme
- Yuta Kanai (ja) : Takenouchi, un ami de Takeshi
- Hiroto Yoshimitsu (ja) : le docteur Hayashi, responsable de la clinique sur l'île Shimokoshiki
- Toshiaki Megumi (ja) : propriétaire du restaurant Terayama
- Ikki Sawamura (ja) : docteur Ikeda, oncologue à l'hôpital de Kagoshima
- Hitomi Tsukikage (ja) : Hidemi, employée d'Arima Construction
- Ai Nishida (ja) : une amie d'enfance de Tenko

## Autour du film

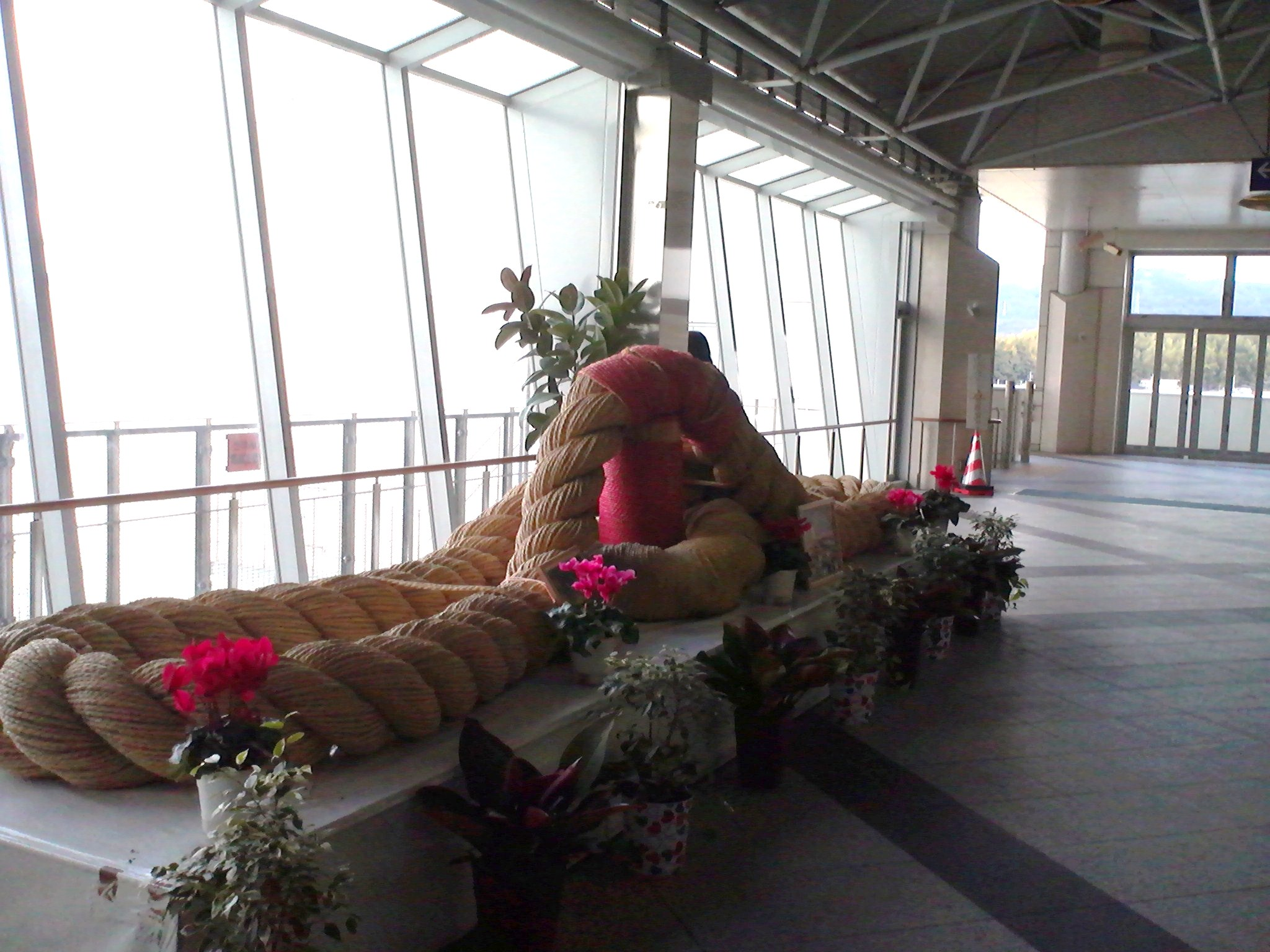
Morceau de corde utilisée lors du festival exposé à la gare de Sendai.

Dai tsunahiki no koi est le dernier film de Kiyoshi Sasabe. Le réalisateur meurt à l'âge de 62 ans avant sa sortie en salle, le 31 mars 2020, d'une crise cardiaque, dans un hôtel de Shimonoseki où il séjournait alors qu'il travaillait sur un nouveau projet de film.
Le Sendai Ōtsunahiki est un festival traditionnel japonais qui a lieu chaque année en septembre à Satsumasendai, dans la préfecture de Kagoshima. Cette fête remonte à plus de 400 ans et est inscrite au patrimoine culturel immatériel du Japon. Elle met en scène une gigantesque épreuve de tir à la corde entre deux camps représentant des quartiers de la ville : Kamigata (bandeau rouge) et Shimogata (bandeau blanc). La corde utilisée, faite de paille de riz, peut mesurer jusqu'à 365 mètres de long et peser 7 tonnes. 1500 participants par équipe tirent de chaque côté, dans une ambiance festive et spectaculaire,.

## Distinctions

### Récompenses
Prix du meilleur réalisateur pour Kiyoshi Sasabe et prix du meilleur producteur pour Seishirō Nishida (ja) au Japan Film Festival Los Angeles